# Вір (Нідерланди)
Вір (нід. Wier) — село в нідерландській провінції Фрисландія. Входить до муніципалітету Вадхуке.
Його площа становить 1,77км², а населення станом на 2021 рік складало 190 осіб.
Перша згадка про населений пункт датується 13-им сторіччям.
1981 року в рамках розвитку Інтегрованої системи протиповітряної оборони НАТО поблизу села було розгорнуто радарний пост.

## Галерея

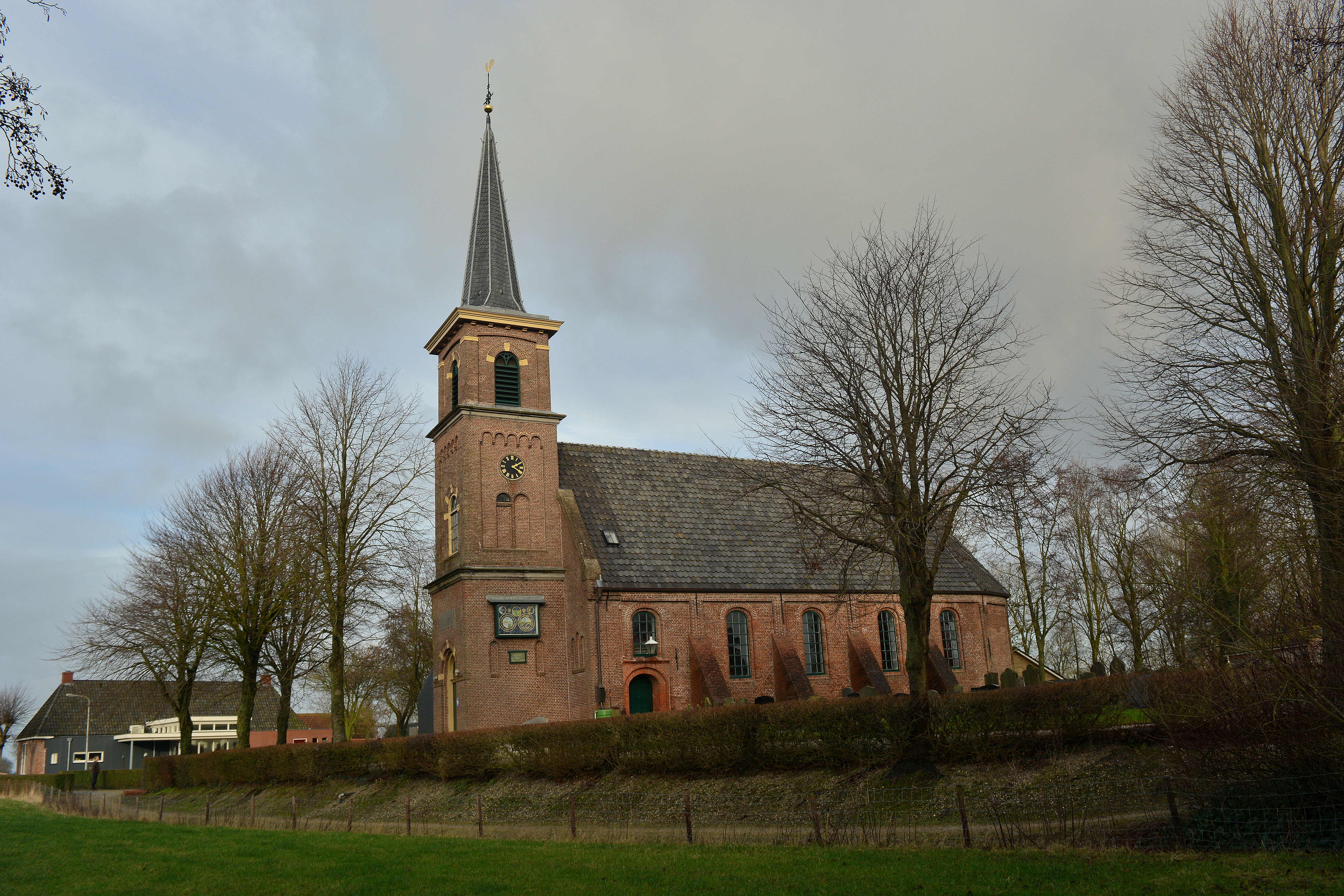
Протестантська церква
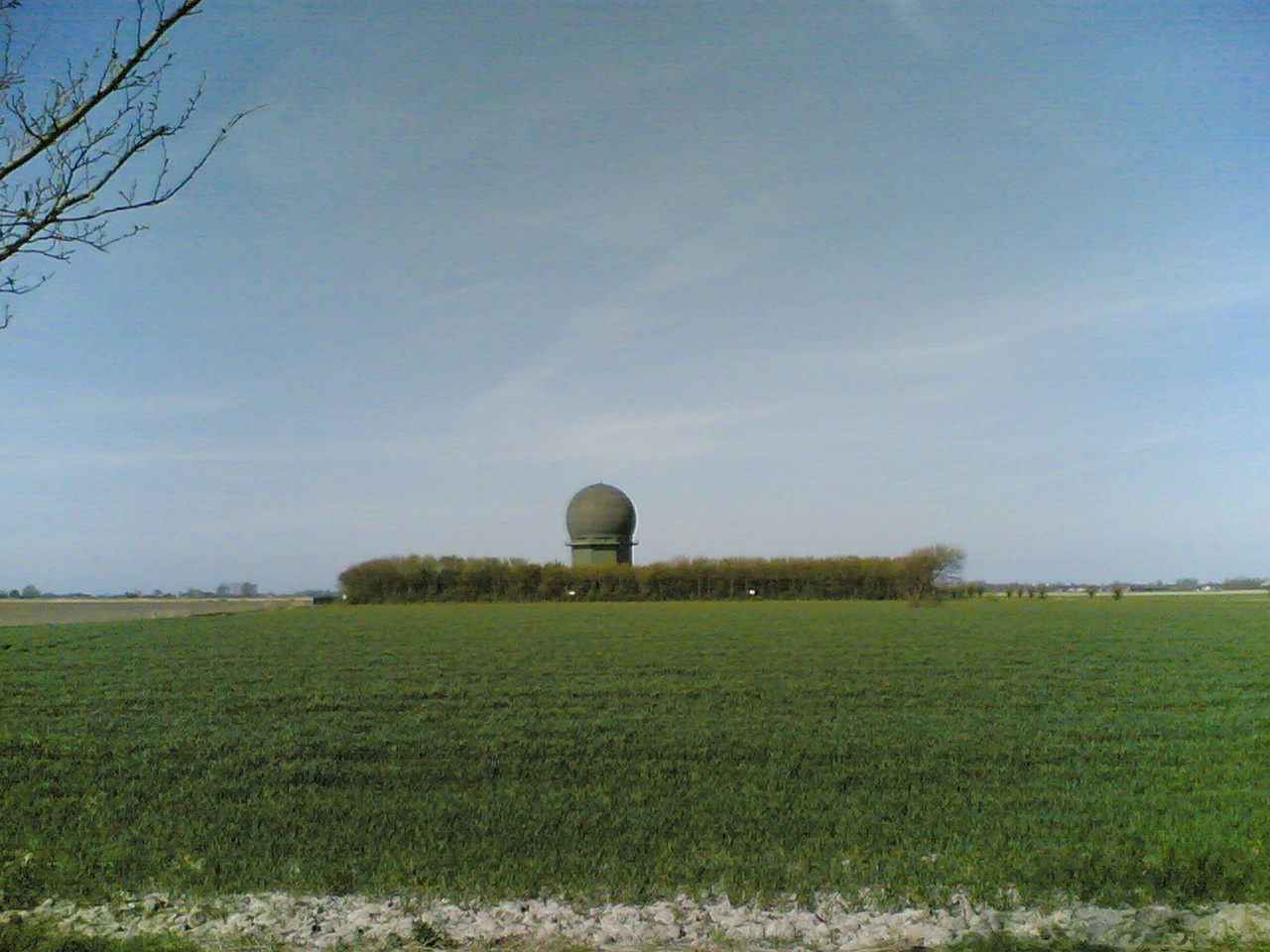
Радарна установка (2008)
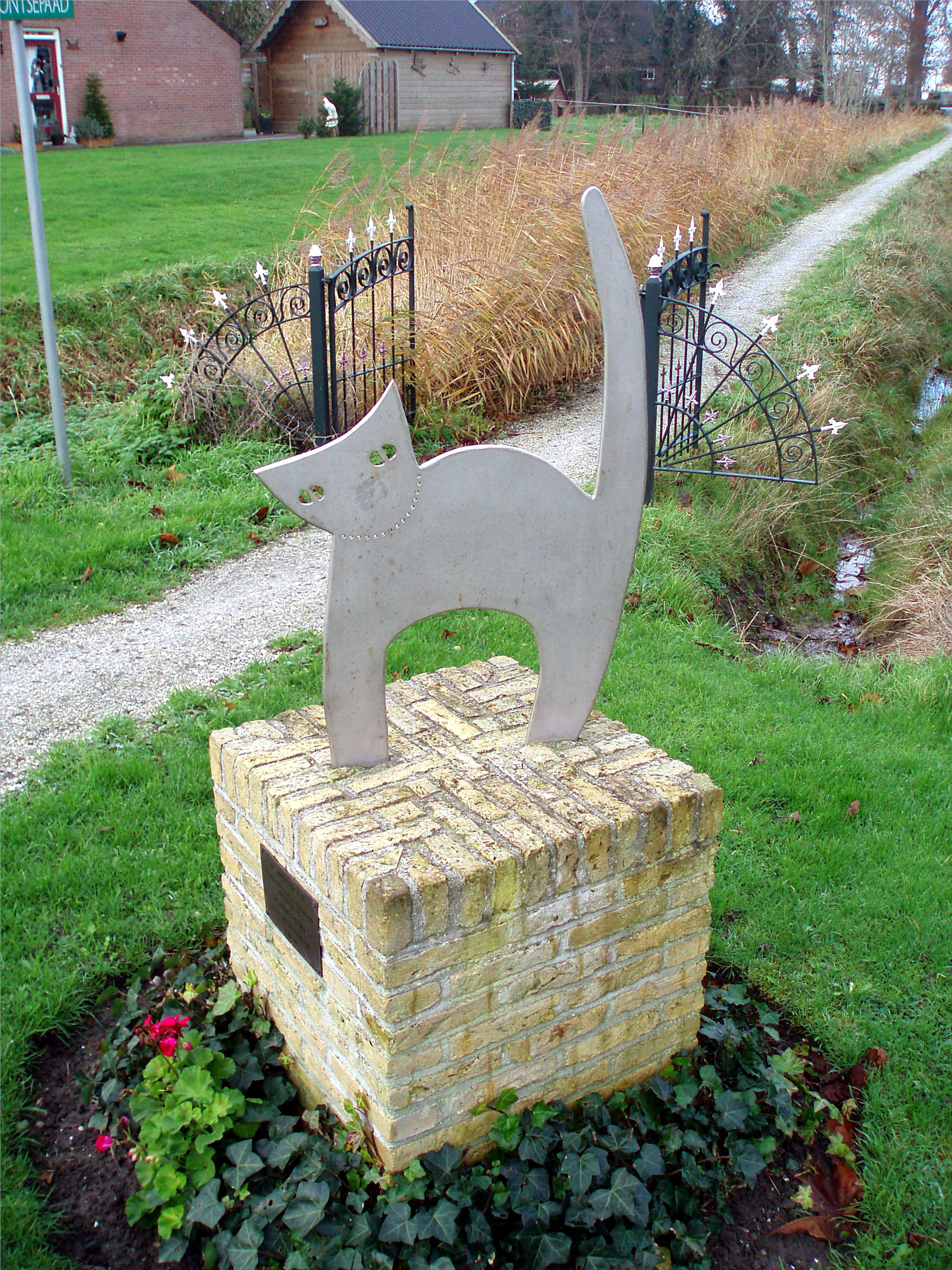
Статуя кішки